# Clypeastericola
Genre
Clypeastericola est un genre de mollusques gastéropodes de la famille Eulimidae. Les espèces rangées dans ce genre sont marines et parasitent des échinodermes ; l'espèce type est Clypeastericola clypeastericola.

## Distribution
Les espèces sont distribuées dans l'océan Pacifique : au Japon, en Nouvelle-Calédonie et au large de l'État de Nouvelle-Galles du Sud, en Australie.

## Liste d'espèces
Selon World Register of Marine Species (30 août 2017) :
- Clypeastericola clypeastericola (Habe, 1976)
- Clypeastericola natalensis Warén, 1994